# Virginia Slims of Utah 1983
Il Virginia Slims of Utah 1983 è stato un torneo di tennis giocato sul cemento. È stata la 2ª edizione del torneo, che fa parte del Virginia Slims World Championship Series 1983. Si è giocato a Salt Lake City negli USA dal 12 al 18 settembre 1983.

## Campionesse

### Singolare
Yvonne Vermaak ha battuto in finale  Felicia Raschiatore con il punteggio di 6–2, 0–6, 7–5

### Doppio
Cláudia Monteiro /  Yvonne Vermaak hanno battuto in finale  Amanda Brown /  Brenda Remilton-Ward con il punteggio di 6–1, 3–6, 6–4